# IconFinder
IconFinder – wyszukiwarka internetowa służąca wyszukiwaniu ikon (w wersjach darmowych, jak i płatnych), najczęściej używanych przy projektowaniu aplikacji, bądź też przy tworzeniu i projektowaniu stron internetowych. Została uruchomiona w 2007 roku przez Martina LeBlanc Eigtveda, którego firma o tej samej nazwie znajduje się w Kopenhadze (Dania). IconFinder jest obecnie najpopularniejszą wyszukiwarką ikon na świecie za sprawą reaktywacji portalu w 2009 roku. Serwis był notowany w rankingu Alexa na miejscu 3 594 (maj 2020).
Serwis umożliwia pobieranie ikon w formatach PNG, SVG, ICNS, ICO i ZIP. W przyszłości mają się także pojawić formaty AI oraz EPS. Ponadto można pobierać ikony także w postaci glifów, rysunków, ikon fotorealistycznych, ikon w trzech wymiarach, ikon o wygładzonych krawędziach, a także tych stworzonych za pomocą pojedynczych pikseli.